# Qatar-5b
Qatar-5b es un júpiter caliente que orbita la estrella Qatar-5 cada 2,87 días, tiene un 1,107±0,064  radios de Júpiter y aproximadamente 4,32±0,18  masas de Júpiter. Fue descubierto en 2016 por Qatar Exoplanet Survey (QES), operado por el Instituto de Investigación de Medio Ambiente y Energía de Catar (QEERI), que forma parte de la Universidad Hamad Bin Khalifa (HBKU) en Doha, Catar. El estudio utiliza un sistema robótico de cámaras de campo amplio ubicado en Nuevo México para buscar planetas gigantes gaseosos que transitan por estrellas anfitrionas relativamente brillantes.
El equipo de científicos también realizaron observaciones espectroscópicas de seguimiento para determinar las características físicas del planeta. Para ello emplearon el espectógrafo Echelle Reflector de Tillinghast (TRES) en el Observatorio Fred Lawrence Whipple en el monte Hopkins, Arizona, y el telescopio Zeiss de 1,23 m en el Observatorio de Calar Alto en España.
Su estrella tiene 1,128 M⊙ y una magnitud de 12,82. La investigación también reveló que Qatar-5 es una de las estrellas anfitrionas más ricas en metales conocidas hasta la fecha.